# Лорі-Енн Мюнцер
Лорі-Енн Мюнцер (англ. Lori-Ann Muenzer, 21 травня 1966) — канадська велогонщиця.
Олімпійська чемпіонка 2004 року в спринті.
Срібна призерка Чемпіонату світу з трекових велоперегонів 2001 (гіт на 500 м), 2000 (спринт) років, бронзова призерка 2004 (спринт), 2001 (спринт) років.